# Alexander Ball

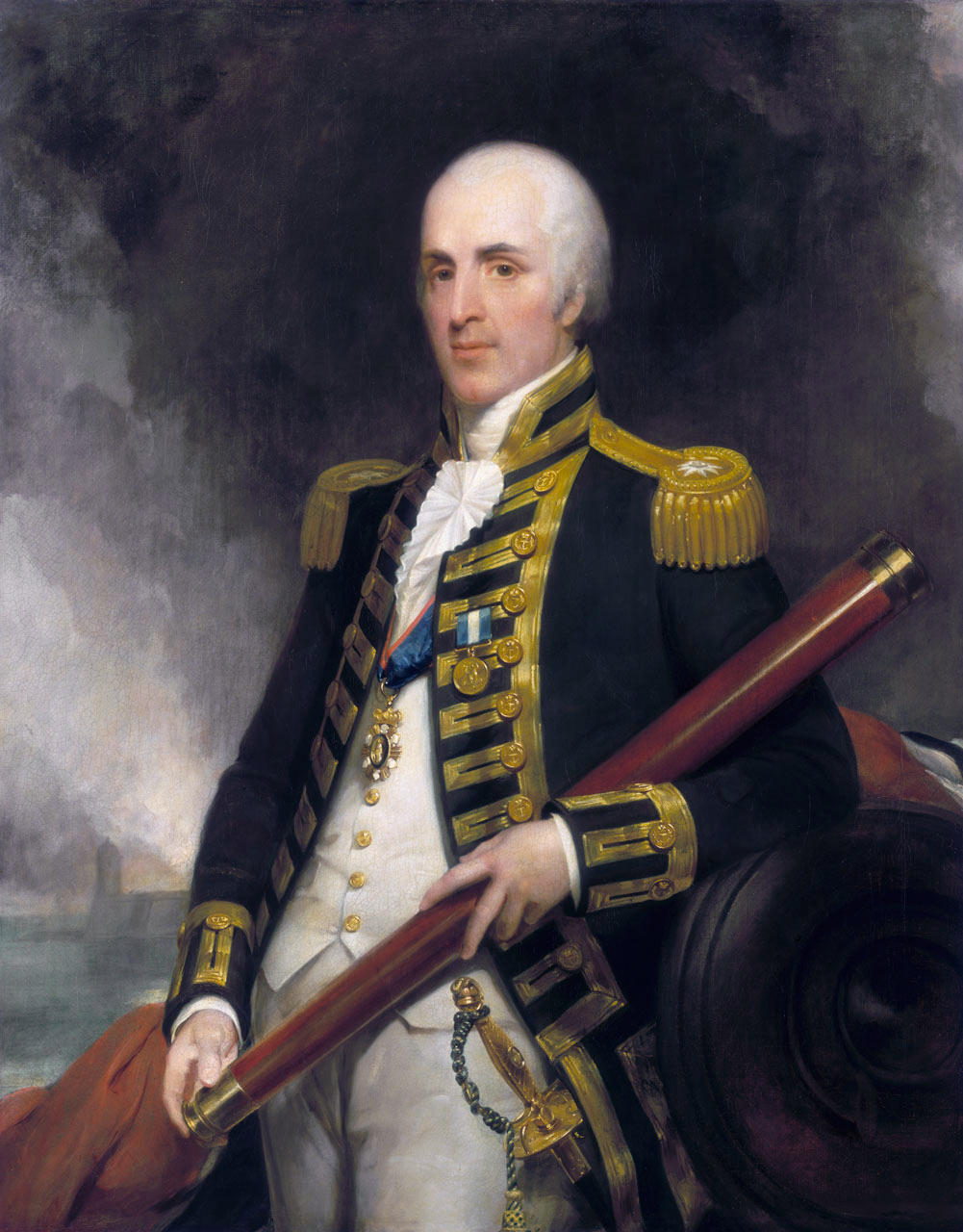
Sir Alexander John Ball

Sir Alexander John Ball, 1. Baronet (* 22. Juli 1757 in Ebworth Park, Sheepscombe, Gloucestershire; † 20. Oktober 1809 im San Anton Palace, Malta), war ein britischer Marineoffizier und erster Gouverneur von Malta (Civil Commissioner of Malta).

## Leben

### Herkunft und Jugend
Alexander John Ball wurde 1757 in Ebworth Park, Sheepscombe, Gloucestershire als vierter Sohn von Robert und Mary (Dickinson) Ball geboren.

### Frühe militärische Karriere

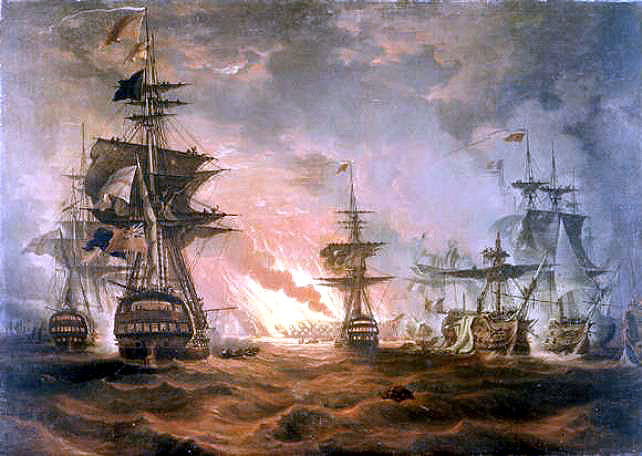
Seeschlacht bei Abukir, Gemälde von Thomas Luny

Ball trat in die Royal Navy ein und wurde am 7. August 1778, im Alter von 22 Jahren, zum Lieutenant befördert. Drei Jahre später begann er eine enge Zusammenarbeit mit Sir George Rodney. Ball wurde am 14. April 1782, drei Tage nach Rodneys Sieg in der Schlacht von Les Saintes, zum Commander ernannt. Am 20. März 1783 folgte die Beförderung zum Captain. Nach dem Ende des Amerikanischen Unabhängigkeitskrieges wurde er auf Halbsold gesetzt. Ball lebte daraufhin ein Jahr in Frankreich, um die Sprache zu erlernen und ein auskömmliches Leben führen zu können. Nelson lernte zu dieser Zeit seinen späteren Freund und Kameraden kennen, war jedoch in keiner Weise von ihm beeindruckt. Er beschrieb ihn als „großen Stutzer“.
Im Jahr 1790 erhielt wieder Ball ein Kommando in der Royal Navy. Im Mai 1798 befehligte Ball HMS Alexander im Mittelmeer. Als Nelsons HMS Vanguard im Mai 1798 in einem schweren Sturm Vor- und Hauptmast verlor, schleppte Ball die Vanguard nach Sardinien. Unter Nelsons Kommando nahm Ball an der Seeschlacht bei Abukir teil. Die Alexander war das zweite Schiff, das das Feuer auf das französische Flaggschiff L’Orient eröffnete.

### Malta
Alexander Ball war eine wichtige Figur in den diplomatischen und militärischen Ereignissen, die Malta unter britische Herrschaft brachten. Ball besuchte die Inseln zum ersten Mal am 12. Oktober 1798 und erfreute sich bereits zu diesem Zeitpunkt großer Popularität unter der maltesischen Bevölkerung.  Sein Auftrag war die Unterstützung der Blockade der französischen Truppen in Malta, die von Teilen der portugiesischen Flotte unterstützt wurde.
Balls Charisma machte ihn auch unter den Führern des maltesischen Aufstandes populär. Da einerseits die Bevölkerung der Insel zu diesem Zeitpunkt noch nicht nach Unabhängigkeit strebte, andererseits die Rückkehr der Johanniter befürchtet wurde, musste eine Lösung für die Zeit nach der Kapitulation der französischen Besatzer gefunden werden.  Die Furcht vor den Rittern trieb die Insel indirekt in ein britisches Protektorat. Ball schien ein geeigneter Führer für die Zeit nach der Kapitulation der Franzosen zu sein. Vincenzo Borġ, einer der Führer des Aufstandes, schrieb an Ball:

“the vast majority of us wish to see the islands fall under English jurisdiction”

„Die überwiegende Mehrheit von uns wünscht die Inseln unter britische Herrschaft fallen zu sehen“

Die Geschichte Maltas wurde durch die Ereignisse in Europa zu dieser Zeit bestimmt. Napoleons Truppen eroberten Neapel 1799 und zwangen den König Ferdinand IV., der der Lehnsherr des Johanniterordens auf Malta war, mit seiner Familie zur Flucht. Für viele Malteser konnte nun nur das Vereinigte Königreich Maltas Sicherheit garantieren. In dieser Zeit kam es zu Auseinandersetzungen zwischen Anhängern der Neapolitaner und Großbritanniens. Ball gelang es, die Situation zu beruhigen. Dies führte zu seiner Wahl zum Präsidenten der maltesischen Nationalversammlung am 7. Februar 1799. Auf Balls Wunsch wurde der Name von Nationalversammlung (National Assembly) zu Nationalkongress (National Congress) geändert, um die Notwendigkeit eines Kompromisses und den vorläufigen Charakter der Versammlung zu betonen. Großbritannien beanspruchte die Herrschaft über die Inseln, eine offene Okkupation sollte jedoch vermieden werden. Die zunehmend prekäre Situation, die durch die Rückkehr König Ferdinand IV. auf den Thron noch verschärft wurde, führte zu einer Verstärkung der britischen Truppen auf Malta. Nelson schrieb im Januar 1799 an Ball:

“...Respecting the situation of Malta with the King of Naples, it is this – he is the legitimate Sovereign of the Island: therefore, I am of opinion his Flag should fly. At the same time, a Neapolitan garrison would betray it to the first man who would bribe him. I am sure the King would have no difficulty in giving his Sovereignty to England; and I have lately, with Sir William Hamilton, got a Note that Malta should never be given to any Power without the consent of England...
P.S. – In case of the Surrender of Malta, I beg you will not do anything which can hurt the feelings of their Majesties. Unite their Flag with England’s, if it cannot, from the disposition of the Islanders, fly alone.”

„Unter Beachtung der Situation Maltas und des König von Neapel: es ist so, er ist der legitime Herrscher der Insel, deshalb sollte meiner Meinung nach seine Flagge wehen. Zur gleichen Zeit würde eine neapolitanische Garnison ihn an den ersten besten verraten. Ich bin sicher, dass der König keine Schwierigkeiten haben würde, seine Souveränität England zu übergeben, und ich habe neulich, zusammen mit Sir William Hamilton, eine Note erhalten, dass Malta ohne die Zustimmung Englands niemals an eine fremde Macht übergeben werden sollte. P.S. – Im Falle einer Kapitulation Maltas hoffe ich, dass sie nichts unternehmen werden, was die Gefühle seiner Majestät verletzen könnte. Vereinigen sie seine Flagge mit der Englands, wenn das aufgrund der Stimmung der Insulaner nicht möglich ist, fliegen sie allein“

Die belagerten französischen Truppen in Valletta sahen sich von einer Hungersnot bedroht, als ein französisches Hilfsgeschwader von der Royal Navy vor Lampedusa abgefangen wurde. Der Kommandeur der französischen Truppen kapitulierte daraufhin vor den britischen Befehlshabern Captain George Martin und Major-General Henry Pigot. Als gewählter Vertreter der maltesischen Bevölkerung wurde Ball die Teilnahme an den Verhandlungen verweigert, während die Vertreter Neapels aus diplomatischen Gründen ausgeschlossen wurden. Die Franzosen durften mit allen Ehren abziehen. Einige Tage später zogen Ball und die Malteser in die befreite Hauptstadt ein.
Im Februar 1801 wurde Ball zum Bevollmächtigten (commissioner) der Royal Navy in Gibraltar ernannt und verließ Malta. Die Macht über die Insel wurde von Major-General Henry Pigot übernommen, dessen tyrannische Amtsführung zu großer Verärgerung unter der einheimischen Bevölkerung führte, wie Ball in einem Brief an Nelson im Juni 1799 schrieb. Ball berichtete, dass die Malteser gegen Pigot revoltiert hätten, wenn Ball nicht versprochen hätte, ihre Beschwerden an die zuständigen Behörden weiterzuleiten. Nelson schrieb an Ball am 4. Juni 1801 zurück:

“My dear, invaluable friend, ...believe me, my heart entertains the very warmest affection for you, and it has been no fault of mine, and not a little mortification, that you have not the red ribbon and other rewards that would have kept you afloat; but as I trust the war is at an end, you must take your flag when it comes to you, for who is to command our fleets in a future war?...I pity the poor Maltese; they have sustained an irreparable loss in your friendly counsel and an able director in their public concerns; you were truly their father, and, I agree with you, they may not like stepfathers.... Believe me at all times and places, for ever your sincere, affectionate, and faithful friend.”

„Mein lieber, unschätzbarer Freund, ... glauben Sie mir, mein Herz hat die wärmste Zuneigung für Sie, und es war nicht mein Fehler und eine nicht geringe Demütigung, dass sie nicht das rote Band und andere Belohnungen erhalten haben, um sie an Bord zu halten; aber wie ich hoffe, ist der Krieg zu Ende, Sie müssen die Flagge ergreifen, wenn sie zu Ihnen kommt, an wem ist es, unsere Flotte in einem künftigen Krieg zu kommandieren? ... Ich bedauere die armen Malteser, sie haben einen nachhaltigen und unersetzlichen Verlust in Ihrer freundlichen Beratung erlitten und einen fähigen Führer in ihren öffentlichen Anliegen verloren, Sie waren wirklich ihr Vater, und ich stimme Ihnen zu, sie mögen keine Stiefväter .... Glauben Sie mir zu allen Zeiten und Orten, für immer Ihr herzlicher, liebevoller, und treuer Freund.“

Die Briten waren in ihrer Politik gegenüber Malta unsicher. Während Napoleon auf dem Vormarsch in Europa war, konnten sie sich keine Probleme wegen der Inseln mit ihren Verbündeten leisten. Die Ernennung von Charles Cameron als zivilen Kommissar (Civil Commissioner) im Mai 1801 beseitigte diese Unentschlossenheit nicht, auch wenn seine Anwesenheit den Schutz durch das Vereinigte Königreich garantierte. Als im Frieden von Amiens die Insel wieder unter die Herrschaft der Johanniter gestellt werden sollte, war diese Garantie hinfällig geworden.
Ball wurde am 24. Juni 1801 in der Baronetage of the United Kingdom der erbliche Adelstitel Baronet, of Blofield in the County of Norfolk, verliehen. Die britische Regierung sandte ihn als Bevollmächtigter Minister Seiner britischen Majestät für den Orden des Heiligen Johannes (Plenipotentiary Minister of His British Majesty for the Order of Saint John) erneut nach Malta, um den Abzug der Briten nach den Bestimmungen des Vertrages von Amiens zu koordinieren. Ball wurde wieder zum Civil Commissioner ernannt und blieb bis zu seinem Tod auf diesem Dienstposten. Die Situation änderte sich jedoch schnell, als die Gefahr eines erneuten Krieges zwischen England und Frankreich wuchs.  Ball erhielt nun Befehle, den Abzug der britischen Truppen zu verzögern. Napoleon war über die britische Flotte im Grand Harbour besorgt. Er sagte, er würde die Briten lieber im Besitz einer Pariser Vorstadt sehen als im Besitz von Malta. Im Mai 1803 kam es wegen der britischen Weigerung die Inseln zu verlassen, erneut zum Krieg. Nach den Napoleonischen Kriegen fiel Malta und alle seine Besitzungen nach den Beschlüssen des Wiener Kongresses unter britische Herrschaft.

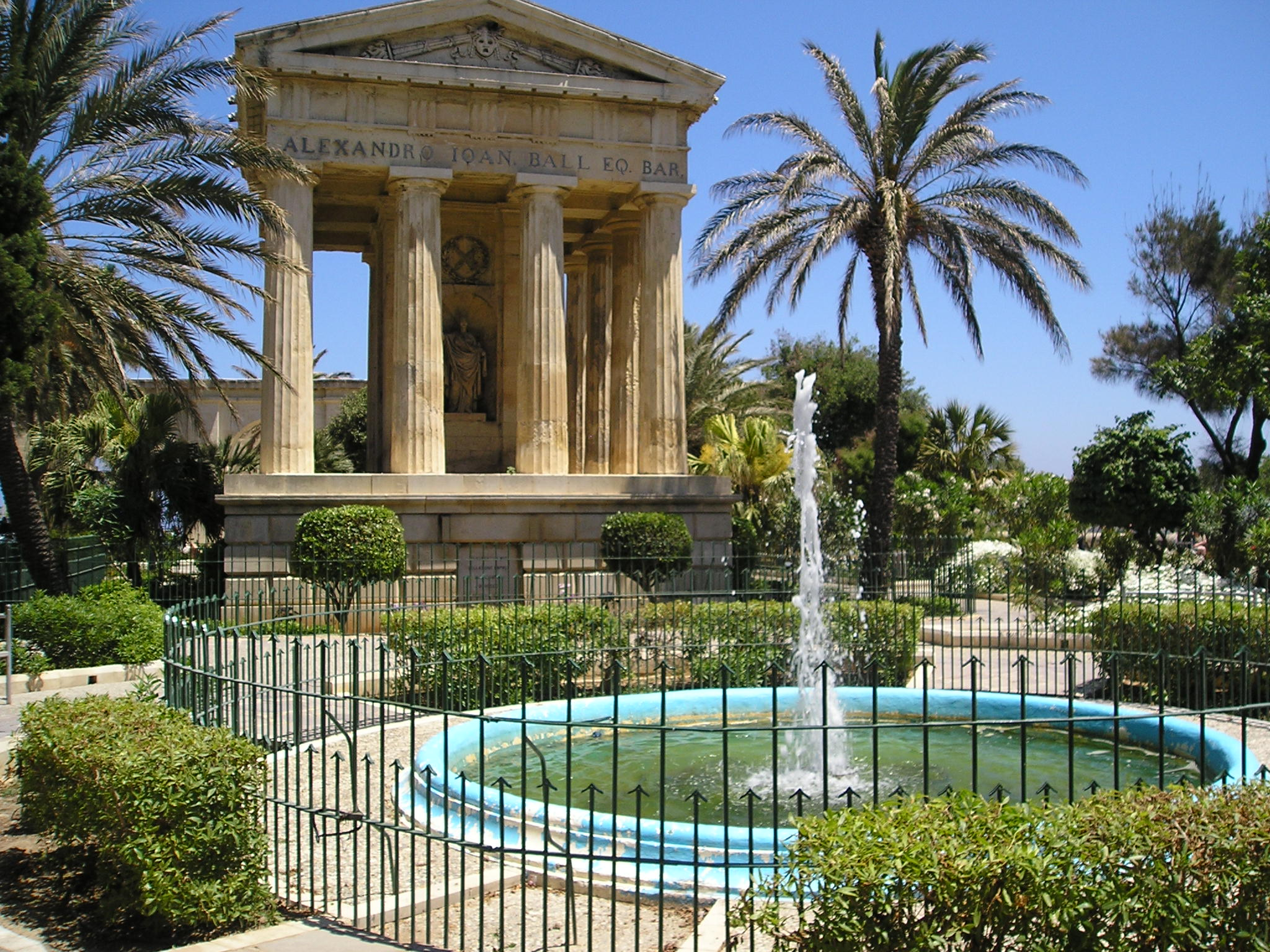
Denkmal für Sir Alexander Ball in den Lower Barrakka Gardens

Mit Amtsantritt auf Malta schied Ball praktisch aus dem Dienst der Royal Navy aus und erhielt ungeachtet der Wünsche Nelsons kein aktives Seekommando mehr. Gleichwohl wurde er am 9. November 1805 Rear-Admiral of the Blue, am 28. April 1808 zum Rear-Admiral of the White und am 25. Oktober 1809 zum Rear-Admiral of the Red befördert. Sir Alexander Ball war wahrscheinlich der am meisten von der maltesischen Bevölkerung geliebte britische Politiker. Samuel Taylor Coleridge, der 1804 Assistent Balls wurde, beschrieb ihn in seinen Erinnerungen The Friend als wahrhaft großen Mann. Seine Fürsorge für die maltesische Bevölkerung wurde jedoch von vielen der englischen Siedler und Einwanderer als unklug und ungerecht angesehen. Ball beharrte jedoch auf dem Standpunkt, dass England die Insel größtenteils durch die Hilfe der Malteser erhalten habe und nur durch ihren freien Willen, sie als Mitbürger betrachtend, halten könne. Ball wurde von der Bevölkerung geachtet und respektiert. Die Passanten auf den Straßen nahmen die Kopfbedeckung ab, wenn er an ihnen vorbeiging, auf den Märkten erstarb bei seinem Erscheinen der übliche Lärm und wurde durch Jubelschreie und Begeisterungsstürme abgelöst.
Ball starb am 25. Oktober 1809 im San Anton Palace in Attard und wurde in Malta begraben. In den Lower Barrakka Gardens in Valletta wurde 1810 zu seinem Andenken ein Denkmal in Form eines klassizistischen Tempels errichtet. Seinen Adelstitel erbte sein Sohn William Keith Ball (1791–1874) als 2. Baronet.